# Senat Weichmann I
Der Senat Weichmann I bildete vom 6. September 1965 bis zum 27. April 1966 die Hamburger Landesregierung.

## Senat
| Amt                                             | Name                                 | Partei | Partei |
| ----------------------------------------------- | ------------------------------------ | ------ | ------ |
| Erster Bürgermeister                            | Herbert Weichmann                    |        | SPD    |
| Zweiter Bürgermeister                           | Edgar Engelhard                      |        | FDP    |
| Behörde für Wirtschaft und Verkehr und Sportamt | Edgar Engelhard                      |        | FDP    |
| Gesundheitsbehörde                              | Walter Schmedemann                   |        | SPD    |
| Baubehörde                                      | Rudolf Büch gemeinsam mit            |        | SPD    |
| Baubehörde                                      | Peter-Heinz Müller-Link              |        | FDP    |
| Finanzbehörde                                   | Herbert Weichmann bis 16. Juni 1965  |        | SPD    |
| Finanzbehörde                                   | Gerhard Brandes                      |        | SPD    |
| Arbeits- und Sozialbehörde                      | Ernst Weiß                           |        | SPD    |
| Schulbehörde                                    | Wilhelm Drexelius                    |        | SPD    |
| Jugendbehörde                                   | Irma Keilhack                        |        | SPD    |
| Behörde für Ernährung und Landwirtschaft        | Irma Keilhack                        |        | SPD    |
| Bevollmächtigter beim Bund                      | Gerhard Kramer                       |        | SPD    |
| Gefängnisbehörde                                | Gerhard Kramer                       |        | SPD    |
| Behörde für Inneres                             | Helmut Schmidt bis 14. Dezember 1965 |        | SPD    |
| Behörde für Inneres                             | Heinz Ruhnau ab 15. Dezember 1965    |        | SPD    |
| Kulturbehörde                                   | Hans-Harder Biermann-Ratjen          |        | FDP    |